# ISO 3166-2:JE
ISO 3166-2:JE é a entrada para Jersey em ISO 3166-2, parte da norma ISO 3166 publicada pela International Organization for Standardization (ISO), que define códigos para os nomes das principais subdivisões (ex.: províncias ou estados) de todos  países codificado no ISO 3166-1.
Atualmente, nenhum código ISO 3166-2 é definido na entrada de Jersey.
Jersey, uma Dependência da Coroa do Reino Unido, é oficialmente atribuída o código ISO 3166-1 alfa-2 JE desde 2006. Anteriormente foi atribuído o Código ISO 3166-2 GB-JSY sob o entrada para o Reino Unido.

## Mudanças
As seguintes alterações na entrada foram anunciadas em boletins pela ISO 3166/MA desde a primeira publicação da ISO 3166-2 em 1998:
| Newsletter     | Date issued | Description of change in newsletter                                         |
| -------------- | ----------- | --------------------------------------------------------------------------- |
| Newsletter I-8 | 17-04-2007  | Adição de uma nova entrada (em conformidade com ISO 3166-1 Newsletter V-11) |